# Калининское сельское поселение (Омский район)
Калининское се́льское поселе́ние — муниципальное образование в Омском районе Омской области Российской Федерации.
Административный центр — село Калинино.

## История
Статус и границы сельского поселения установлены Законом Омской области от 30 июля 2004 года № 548-ОЗ «О границах и статусе муниципальных образований Омской области»

## Население
| 2006  | 2010  | 2011  | 2012  | 2013  | 2014  | 2015  |
| ----- | ----- | ----- | ----- | ----- | ----- | ----- |
| 2314  | ↘2121 | ↗2125 | ↗2173 | ↗2204 | ↗2267 | ↘2192 |
| 2016  | 2017  | 2018  | 2019  | 2020  | 2021  | 2023  |
| ↘2174 | ↘2141 | ↘2088 | ↘2034 | ↘2002 | ↘1976 | ↘1935 |

## Состав сельского поселения
| № | Населённый пункт | Тип населённого пункта       | Население |
| - | ---------------- | ---------------------------- | --------- |
| 1 | Березовка        | деревня                      | ↘3        |
| 2 | Калинино         | село, административный центр | ↘1336     |
| 3 | Новая            | деревня                      | ↘101      |
| 4 | Октябрьский      | посёлок                      | ↗379      |
| 5 | Серебряковка     | деревня                      | ↘302      |